# Ingo Baumgartner
Ingo Baumgartner (* 12. Februar 1944 in Oberndorf bei Salzburg; † 16. Juli 2015 in Puch bei Hallein) war ein österreichischer Politiker (SPÖ) und Volks- sowie Hauptschullehrer. Baumgartner war von 1987 bis 1989 Abgeordneter zum Salzburger Landtag sowie als Lokalpolitiker in Abtenau und Puch bei Hallein aktiv. Innerparteilich bekleidete er unter anderem die Funktion des Mitglieds des Landesparteivorstandes der SPÖ Salzburg  und des stellvertretenden Bezirksparteivorsitzenden.

## Ausbildung und Beruf
Baumgartner besuchte zwischen 1950 und 1954 die Volksschule in Holzhausen und wechselte danach von 1954 bis 1958 an die Hauptschule in seiner Geburtsstadt Oberndorf bei Salzburg. Im Anschluss absolvierte er zwischen den Jahren 1958 und 1963 die Bundeslehrerbildungsanstalt in Salzburg.
Baumgartner arbeitete zwischen 1963 und 1964 als Volksschullehrer in Piesendorf und war danach von 1964 bis 1982 als Hauptschullehrer in Abtenau angestellt. Danach war er zwischen 1982 und 1989 Hauptschullehrer in Abtenau und von 1989 bis 1992 Volksschullehrer in Golling an der Salzach. Am Ende seiner beruflichen Karriere arbeitete er zwischen 1992 und 1995 als Volksschullehrer in Puch bei Hallein und war danach von 1995 bis 2003 Direktor der Volksschule Hallein-Neualm.

## Politik
Baumgartner trat 1966 der Sozialdemokratischen Partei Österreichs bei und übernahm von 1976 bis 1989 das Amt des SPÖ-Ortsparteiobmann von Abtenau. Er hatte ab 1988 die Funktion des stellvertretenden Bezirksparteivorsitzenden der SPÖ Tennengau inne und nahm von 1986 bis 1989 die Funktion eines Mitglieds des Landesparteivorstandes der SPÖ Salzburg wahr. Zudem war Baumgartner von 1974 bis 1979 als Mitglied der Gemeindevertretung aktiv und hatte von 1979 bis 1989 das Amt des Vizebürgermeisters von Abtenau inne. Des Weiteren war er zwischen 1974 und 1989 als Obmann der SPÖ-Gemeinderatsfraktion in Abtenau aktiv und danach ab 2001 Mitglied der Gemeindevertretung von Puch bei Hallein. Baumgartner vertrat die Sozialdemokratische Partei zwischen dem 4. Februar 1987 und dem 2. Mai 1989 im Salzburger Landtag.

## Privates
Baumgartner zählte Zoologie (Herpetologie), Sprachen (unter anderem Arabisch und Türkisch) sowie das Schreiben von Gedichten, satirische Kurzgeschichten, dramatisierte Märchen oder Hirtenspielen zu seinen Interessen. Des Weiteren war er Verfasser einer Reihe von Unterrichtsbehelfen für Pflichtschulen. Er lebte in Puch bei Hallein, wo er am 16. Juli 2015 verstarb und ist Vater von vier Töchtern.

## Auszeichnungen
- Ehrenring der Marktgemeinde Abtenau (1989)